# The Ark
The Ark – szwedzki zespół glamrockowy założony w 1991 roku, reprezentant Szwecji w 52. Konkursie Piosenki Eurowizji w 2007 roku.

## Historia zespołu
Zespół został założony w 1991 roku, w pierwotnym składzie występowali Ola Salo, Mikael Jepson i Lars Ljungberg. Grupa powstała, kiedy muzycy mieli po czternaście lat. W 1996 roku wydali swój debiutancki minialbum zatytułowany The Ark, na którym znalazły się cztery utwory. W 1997 roku do ich składu dołączył Martin Axén, który był fanem twórczości zespołu. 
Pod koniec września 2000 roku ukazał się ich debiutancki album studyjny zatytułowany We Are The Ark, który zadebiutował na pierwszym miejscu listy najczęściej kupowanych płyt w kraju. Krążek był promowany przez single „Let Your Body Decide”, „Echo Chamber”, „It Takes a Fool to Remain Sane” oraz „Joy Surrender”. 
W marcu 2002 roku zespół opublikował swój nowy singiel „Calleth You, Cometh I”, który zadebiutował na drugim miejscu krajowej listy przebojów. Utwór zapowiadał ich drugą płytę studyjną zatytułowaną In Lust We Trust, która ukazała się we wrześniu tego samego roku. Krążek zadebiutował na pierwszym miejscu krajowej listy najczęściej kupowanych albumów. Płytę promowały także trzy inne single: „Tell Me This Night Is Over”, „Disease” oraz „Father of a Son”, którym zespół chciał zwrócić uwagę na prawa homoseksualistów do adopcji dzieci. Utwór zadebiutował na piątym miejscu krajowej listy przebojów.

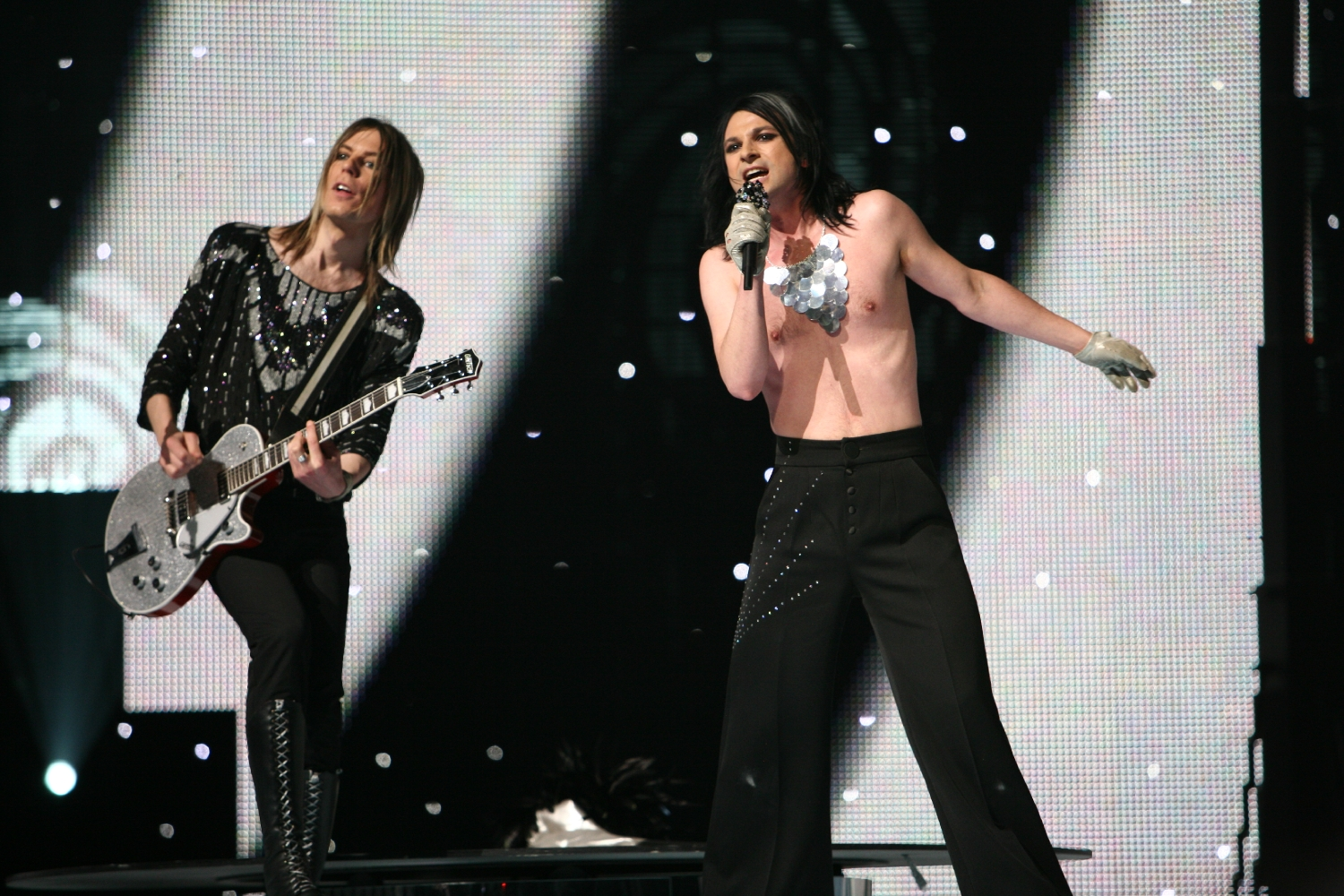
The Ark podczas występu w 52. Konkursie Piosenki Eurowizji w 2007 roku

Pod koniec grudnia 2004 roku ukazała się ich trzecia płyta długogrająca zatytułowana State of The Ark, która dotarła do pierwszego miejsca krajowej listy najczęściej kupowanych albumów. Krążek promowany był przez single „One of Us Is Gonna Die Young”, „Trust Is Shareware” i „Clamour For Glamour”. 
W 2006 roku do zespołu dołączył klawiszowiec Jens Andersson. W 2007 roku zespół zgłosił się do udziału w szwedzkich eliminacjach eurowizyjnych Melodifestivalen z utworem „The Worrying Kind”. W marcu grupa wygrała finał selekcji, dzięki czemu reprezentowała Szwecję w 52. Konkursie Piosenki Eurowizji organizowanym w Helsinkach. Dzięki wysokiemu, piątemu miejscu Caroli podczas konkursu w 2006 roku, zespół nie musiał brać udziału w półfinale i miał gwarantowane miejsce w finale, 12 maja muzycy wystąpili w finale widowiska i zajęli osiemnaste miejsce z 51 punktami na koncie, w tym m.in. z maksymalnymi notami 12 punktów od Danii i Norwegii. 
W czerwcu 2007 roku premierę miała czwarta płyta studyjna zespołu zatytułowana Prayer for the Weekend, na której znalazły się m.in. single „The Worrying Kind”, „Absolutely No Decorum”, „Little Dysfunk You” oraz tytułowy utwór „Prayer for the Weekend”.
W 2008 roku muzycy zdobyli szwedzką nagrodę Rockbjörnen przyznawaną przez sztokholmską gazetę Aftonbladet. Zespół został wyróżniony w kategorii live act. Pod koniec kwietnia 2010 roku ukazała się ich piąta płyta studyjna zatytułowana In Full Regalia. 
Na początku grudnia 2010 roku muzycy ogłosili, że zakończą współpracę po wydaniu płyty kompilacyjnej oraz trasie koncertowej. W lutym 2011 roku muzycy wydali swój album kompilacyjny zatytułowany The Ark, Arkeology - The Complete Singles Collection zawierający wszystkie single w dorobku grupy, a także nowy singiel „Breaking up with God”. Swój ostatni koncert zagrali 16 września 2011 roku w Gröna Lund w Sztokholmie.

## Członkowie zespołu
- Ola Salo – śpiew, fortepian, teksty (1991–2011)
- Mikael Jepson – gitara prowadząca (1991–2011)
- Lars „Leari” Ljungberg – gitara basowa (1991–2011)
- Martin Axén – gitara rytmiczna (1997–2011)
- Sylvester Schlegel – perkusja (1999–2011)
- Jens Andersson – instrumenty klawiszowe, inżynieria dźwięku (2000–2006 jako muzyk koncertowy; 2006–2011 jako członek zespołu)

## Dyskografia
| - We Are The Ark (2000) - In Lust We Trust (2002) - State of The Ark (2004) - Prayer for the Weekend (2007) - In Full Regalia (2010) | - The Ark EP (1996) - Arkeology (2011) |

### Single
- 2000 – „Let Your Body Decide”
- 2000 – „It Takes a Fool to Remain Sane”
- 2000 – „Echo Chamber”
- 2001 – „Joy Surrender”
- 2002 – „Calleth You, Cometh I”
- 2002 – „Father of a Son”
- 2002 – „Tell Me This Night Is Over”
- 2003 – „Disease”
- 2004 – „One of Us Is Gonna Die Young”
- 2005 – „Clamour for Glamour”
- 2005 – „Trust Is Shareware”
- 2005 – „Deliver Us from Free Will”
- 2007 – „Absolutely No Decorum”
- 2007 – „The Worrying Kind”
- 2007 – „Prayer for the Weekend”
- 2007 – „Gimme Love To Give”
- 2007 – „Little Dysfunk You”
- 2010 – „Superstar”
- 2010 – „Stay with Me”
- 2011 – „Breaking Up with God”
- 2011 – „The Apocalypse Is Over”